# Dobra konstelacja
Dobra konstelacja – trzydziesty singel zespołu Lady Pank, został wydany na płycie CD. Singel promował album Strach się bać. Muzyka została skomponowana przez Jana Borysewicza, a autorem tekstu jest Andrzej Mogielnicki. Do utworu powstał teledysk. „Dobra konstelacja” zajmowała najwyższe miejsca na listach przebojów, między innymi dwukrotne pierwsze miejsce na Liście Przebojów Programu Trzeciego oraz poczwórne czwarte miejsce na POPliście Radia RMF FM.

## Skład zespołu
- Jan Borysewicz – gitara solowa
- Janusz Panasewicz – śpiew
- Kuba Jabłoński – perkusja
- Krzysztof Kieliszkiewicz – bas

gościnnie:
- Michał Sitarski – gitary
- Wojtek Olszak – inst. klawiszowe
- Mariusz „Georgia” Pieczara – chórki